# Freida Nicholls-Davy
Freida Nicholls-Davy (sinh ngày 13 tháng 3 năm 1950) là một vận động viên chạy nước rút người Barbados. Bà đã thi đấu ở nội dung 100 mét nữ tại Thế vận hội Mùa hè năm 1972. Bà cũng đã thi đấu ở nội dung 200 mét nữ tại Thế vận hội Mùa hè 1976. Nicholls đã giành được huy chương đồng trong cuộc thi tiếp sức 4 x 100 mét tại Đại hội Thể thao Trung Mỹ và Caribbean năm 1966.